# Bassov prolaz
Bassov prolaz je tjesnac između kopna Australije i otoka Tasmanije. Nastao je prije 8,000 godina zbog podizanja morske razine te je nazvan prama istraživaču i liječniku Georgeu Bassu.

## Otkriće i istraživanja
Tasmanski Aboridžini stigli su na Tasmaniju prije otprilike 40,000 godina preko kopnenog mosta zvanog Bassov ravnjak za vrijeme zadnjeg Velikog ledenog doba. Prije otprilike 8,000 godina podigla se morska razina te je tako nastao Bassov prolaz koji je odvojio Tasmanske Aboridžine od ostatka Australije. Također su živjeli na otocima Flinders na samom prolazu do prije otprilike 4,000 godina.
Moguće da je prvi Europljanin koji je otkrio prolaz bio Abel Tasman kada je kartirao obale Tasmanije 1642. godine. Idući Europljanin koji je do njega došao bio je James Cook s brodom Endeavour u travnju 1770. godine, no ni on ga kao ni Tasman prije njega nije u cijelosti oplovio. To su prvi uspjeli George Bass i Matthew Flinders u periodu između 1798. i 1799., te ga je iduće godine tadašnji guverner Novog Južnog Walesa na Flindersovu preporuku prozvao Bassovim prolazom.

## Geografska obilježja
Prolaz je širok otprilike 250 km te dugačak 500 km, s prosječnom dubinom od 60 m te najvećom dubinom između otočja Inner Sister i Flinders od 155 m. U prolazu se nalazi ukupno 50-ak otoka, ostaci nekadašnje kopnene veze Tasmanije s Australijom. Dijele su u tri grupe: otočje King na zapadu, otočje Furneaux na jugoistoku te Kent na sjeveroistoku.
Kao i većina voda oko Tasmanije, zbog svoje plitkoće opasan je za plovidbu, te se na tom području potopilo mnoštvo brodova, posebice u 19. stoljeću. Godine 1848. na otoku Deal podignut je svjetionik radi pomoći u navigaciji brodovima na istočnom ulazu te na rtovima Otway i Wickham na zapadnom i sjevernom ulazu.

## Prirodna bogatstva
Na istočnom dijelu zaljeva postoje brojna naftna i plinska polja, koja su većinom otkrivena 1960-ih te smještena 50 do 60 km od obale regije Gippsland u Victoriji. Na zapadu su otkrivena polja 1990-ih te se s eksploatacijom započelo 2005. u blizini grada Port Campbell.

## Vanjske poveznice
|  | Zajednički poslužitelj ima još gradiva o temi Bassov prolaz |